# Mass Effect 3
Mass Effect 3 là một trò chơi hành động nhập vai phát triển bởi BioWare và được xuất bản bởi Electronic Arts cho Microsoft Windows, Xbox 360 và PlayStation 3.
Phiên bản dành cho Wii U được công bố trong hội nghị của Nintendo tại E3 2012 .
Chính thức công bố vào ngày 11 tháng 12 năm 2010 , trò chơi được phát hành ngày 6 tháng 3 năm 2012 và đánh dấu chương cuối cùng trong bộ ba video game của Mass Effect, hoàn thành câu chuyện của Tư lệnh Shepard .
Cách chơi trong Mass Effect 3 được ảnh hưởng bởi những quyết định từ Mass Effect và Mass Effect 2, cho những người chơi hoàn thành các trò chơi này. Chiến đấu đã được thay đổi và tinh chế; đặc biệt, hệ thống ẩn nấp đã được cải thiện, có nhiều lựa chọn hơn để di chuyển quanh chiến trường, giết chết cận chiến ngay lập tức và lựu đạn thông thường được giới thiệu cũng như cải thiện trí thông minh nhân tạo. Chế độ chơi mạng co-op bốn người chơi cũng có sẵn .

## Lối chơi
Một số khía cạnh của lối chơi trong Mass Effect 3 bị ảnh hưởng bởi sự lựa chọn được thực hiện trong các trò chơi trước đó. Khi bắt đầu trò chơi mới, người chơi với file lưu từ Mass Effect và Mass Effect 2 được cung cấp tùy chọn để nạp chúng vào Mass Effect 3 để phản ánh các lựa chọn này . Nếu một file lưu được nạp vào, hơn 1.000 biến được kéo ra để giúp hình thành cảm nhận về chương cuối cùng . Nếu không có file lưu sẵn, sẽ không có truyện tranh xuất xứ câu chuyện cho người chơi mới để giúp họ đưa ra quyết định nhanh chóng như trong Mass Effect 2 . Vẻ ngoài và lớp của nhân vật được nạp vào có thể được chỉnh lại, với nhiều tính năng và kiểu tóc trong mục sáng tạo nhân vật hơn trong Mass Effect 2 . Tư lệnh Shepard cũng sẽ bắt đầu trò chơi với một số khả năng . Sau khi kết thúc trò chơi, sẽ có tùy chọn New Game+ cho phép người chơi tiếp tục chơi lại sau khi kết thúc câu chuyện chính hoặc bắt đầu lại với Shepard của họ và thu thập các đồ dùng mà họ bỏ qua trong lần chơi đầu tiên . Trò chơi có 82 phút phim cắt cảnh .

Một màn hình lên cấp thể hiện cây kỹ năng trong Mass Effect 3. Ba cấp độ đầu tiên của cây kỹ năng là số ít trong khi ba cấp độ cuối cùng đòi hỏi người chơi dùng một trong hai lựa chọn.

Mass Effect 3 có ba chế độ chiến dịch thiết lập trước: Action Mode, Story Mode và RPG Mode . Trong Action Mode, hội thoại sẽ trả lời tự động, độ khó chiến đấu bình thường. Trong Story Mode, người chơi phải tự trả lời hội thoại, độ khó chiến đấu tối thiểu. Trong RPG Mode, người chơi vẫn phải tự trả lời hội thoại với độ khó chiến đấu bình thường. Chế độ cuối cùng phản ánh kinh nghiệm điển hình của Mass Effect. Nhìn chung, các yếu tố RPG trong trò chơi đã được cải thiện hơn so với Mass Effect 2, san lấp mặt bằng chi tiết hệ thống và tăng tùy biến vũ khí . Để lên cấp cho nhân vật, người chơi sẽ có những kỹ năng bắt đầu dọc theo một con đường duy nhất và sau đó được tách thành hai nhánh, nơi họ có thể chỉ chọn một nâng cấp hoặc cùng một chuỗi các khả năng . Người chơi cũng sẽ có thể tùy biến vũ khí của họ với các mod như ống nhắm, nòng súng và các loại đạn . Tổng cộng có 25 mod cho vũ khí - năm cho mỗi loại - và mỗi loại trong số chúng sẽ có nhiều cấp độ để thu thập  Để chọn các tùy chọn hộp thoại, người chơi có thể sử dụng Kinect để nói lên lựa chọn của họ thay vì lựa chọn với bộ điều khiển .
Số lượng nhân vật có sẵn để làm đồng đội vĩnh viễn là nhỏ hơn so với Mass Effect 2 nhằm mục đích khiến cho các mối quan hệ trở nên sâu sắc và thú vị hơn, bao gồm tùy chọn mối quan hệ đồng tính cho cả Shepards nam và nữ . Nếu người chơi có được một người yêu trong cả Mass Effect và Mass Effect 2, cả hai người này sẽ tranh giành sự chú ý của Shepard trong Mass Effect 3 . Mối quan hệ tay ba này sẽ được giải quyết vào cuối trò chơi.
Cách giao tiếp (chọn hộp thoại) sẽ quyết định đến danh tiếng (Reputation) của Shepard. Người chơi có thể thu thập thêm Paragon (tiếng tôt) hoặc Renegade (tiếng xấu) hoặc đơn giản chỉ là Reputation. Reputation cao sẽ cho bạn thêm nhiều lựa chọn tốt hơn trong một số trường hợp.
Trong suốt Mass Effect 3, người chơi phải tăng cường chỉ số Effective Military Strength (EMS) để chuẩn bị cho nhiệm vụ cuối cùng . EMS được tính bằng cách nhân Total Military Strength (TMS) với Readiness Rating. TMS là mức đo của War Assets, trong đó bao gồm những thành tích từ Mass Effect 1 và Mass Effect 2 cũng như item thu thập được trong Mass Effect 3. Các item này có thể được thu thập theo những cách khác nhau, bao gồm các cuộc hội thoại bình thường và quét hành tinh. Quét hành tinh đã được đơn giản hóa rất nhiều so với Mass Effect 2 và không còn bao gồm quét từng hành tinh một. Các mini-game khác trong Mass Effect 2, bao gồm mở khóa và hack, cũng đã được loại bỏ.

### Chiến đấu
Chiến đấu trong Mass Effect 3 được thay đổi và tinh chế so với Mass Effect 2, nhấn mạnh hơn nữa trên khía cạnh góc nhìn người thứ ba để làm cho tính thương mại của trò chơi khả thi hơn . Trong một bản xem trước cho IGN, biên tập viên Arthur Gies đã đi xa hơn khi nói trò chơi "chơi như game bắn súng" và "chiến đấu khôn ngoan, Mass Effect 3 là trong một không gian hoàn toàn khác biệt [so với hai trò chơi đầu tiên]". Trong một bài báo, Joe Martin lại đưa ra một ấn tượng khác biệt, lưu ý rằng mặc dù có liên quan đến chiến đấu, "vẫn không có nhiều sự thay đổi" .
Hệ thống ẩn nấp cũng đã được cải thiện nên người chơi không cần phải trượt vào chỗ nấp và sau đó nhảy qua các đối tượng. Người chơi sẽ có thêm nhiều lựa chọn để di chuyển trên khắp chiến trường, bao gồm cả khả năng chạy nước rút được tinh chế lại, nhào lộn khi chiến đấu và sử dụng thang . Người chơi cũng có thể blindfire vũ khí của họ từ vị trí nấp, và có cơ hội để bắn các mảnh giáp và chân tay của kẻ thù . Các mệnh lệnh bằng lời có thể được ban hành để di chuyển đồng đội và sử dụng khả năng của họ bằng việc sử dụng Kinect . Di chuyển và bắn, một "chuyển động tự sát" trong Mass Effect 2 giờ sẽ là một lựa chọn khả thi bởi một hệ thống cận chiến đã sửa đổi, bổ sung . Người chơi có thể thực hiện các cú đấm và tấn công uy lực, với giết bằng cận chiến ngay lập tức được giới thiệu cụ thể cho mỗi lớp nhân vật, ví dụ, bằng cách giữ nút cận chiến, một Shepard lớp Soldier sẽ cung cấp một đòn kết liễu với lưỡi dao công nghệ từ giáp cổ tay của mình. Ngoài ra, đạn được và lựu đạn thông thường cũng sẽ có sẵn.
Mass Effect 3 được lên kế hoạch là có độ khó cao nhất trong toàn thương hiệu, với trí thông minh nhân tạo được tăng cường để thách thức người chơi và tăng cảm giác khen thưởng . Kẻ thù sẽ không hành động cá nhân như đã làm trong các trò chơi trước đó, mà thay vào đó chiến đấu và hỗ trợ lẫn nhau trong nhóm. Kẻ thù trong trò chơi bao gồm người máy Cerberus cao 15-foot (4,6 m), lính xung kích và lính đột kích theo phong cách ninja, cũng như husk của hầu hết các chủng tộc và các tàu Reaper khác nhau với chiều dài từ 500 đến 2.000 m (1.600 tới 6.600 ft) . Một số thay đổi cũng được thực hiện với các lớp nhân vật có sẵn, ví dụ, lớp Engineers có thể xây dựng tháp súng.

### Chơi mạng
Mass Effect 3 cung cấp một chế độ co-op chơi mạng được gọi là "Galaxy at War" . Trong chế độ này, người chơi có thể chơi trực tiếng cùng với ba người chơi khác trong nhiệm vụ đặc biệt có thể ảnh hưởng đến kết quả của chiến dịch chơi đơn. Mỗi nhiệm vụ được thiết kế đặc biệt cho chơi mạng và liên quan đến việc chiếm cứ điểm của đối phương. Bằng cách hoàn thành những nhiệm vụ này, người chơi sẽ cung cấp cho mình một cơ hội tốt hơn trong việc đạt được một kết thúc hoàn hảo trong chiến dịch chơi đơn; mặc dù họ không cần thiết phải làm như vậy. Chế độ này được so sánh với chế độ bầy đàn của chiến tranh Gears of War .
Người chơi có khả năng chiến đấu chống lại 3 chủng tộc khác nhau, Reaper, Geth, và phe Cerberus của con người. Trận chiến diễn ra trên sự lựa chọn của hơn 15 bản đồ, với 4 độ khó là Bronze (Dễ), Silver (Bình thường), Gold (Khó) và Platinum (Rất khó); bản đồ Platinum ngẫu nhiên sẽ đtạo ra đơn vị tăng từ các chủng tộc ngẫu nhiên ngoài chủng tộc người chơi chống lại, ví dụ như là một ravager của Reaper chiến đấu bên cạnh lính Cerberus hoặc một Geth Prime hỗ trợ Reapers. Mỗi bản đồ kéo dài 10 đợt, với người chơi phải chống lại các đợt tấn công với độ khó của mỗi đợt sẽ tăng hơn. Mỗi đợt tấn công nhất định sẽ có nhóm thực hiện một số mục tiêu nhất định, chẳng hạn như vô hiệu hóa một thiết bị nào đó, thiết lập trạm vũ khí từ xa, hack máy tính, tiêu diệt mục tiêu quan trọng, hộ tống tàu thăm dò, hoặc vận chuyển phần cứng quan trọng (chẳng hạn như ổ đĩa cứng hoặc đầu đạn hạt nhân).
Không có nhân vật nào từ chiến dịch chơi đơn là có mặt trong chế độ này. Thay vào đó người chơi sẽ tạo ra nhân vật hoàn toàn mới cho bản thân và có thể chơi như những chủng tộc không phải con người, bao gồm asari, batarians, drell, krogans, quarians, salarians, turians, geth và vorcha . Mỗi chủng tộc sẽ có khả năng đặc biệt - chẳng hạn như "Krogan Charge" của krogans và các tùy chọn chuyển động khác nhau ra khỏi chỗ nấp của drell và con người . Tất cả các lớp nhân vật đều có thể chơi được . Cấp độ tối đa mà các nhân vật tạo ra có thể tiếp cận là 20 và giống như trong chế độ chơi đơn, lên cấp cũng sẽ bao gồm các nhánh kỹ năng.
Lối chơi trong chế độ chơi mạng chỉ cho phép người chơi mang theo hai khẩu súng tại một thời điểm trong túi đồ của họ và sẽ không có menu hình nhẫn để thay đổi vũ khí; thay vào đó, vũ khí được thay đổi bằng cách giữ nút . Mỗi lớp nhân vật chỉ có ba khả năng và do đó trái ngược với phần chơi đơn. Nhân vật, trang thiết bị, mod và vũ khí được thu thập ngẫu nhiên bằng việc mua các bộ dụng cụ. Các bộ dụng cụ này được mua bằng tiền trong trò chơi hoặc Microsoft Points.
Trong một cuộc phỏng vấn tháng 8 nam7 2012 với Mark Meer, diễn viên lồng tiếng cho Tư lệnh Shepard nam, Vorcha và những nhân vật khác tiết lộ rằng ông đã hoàn thành công việc lồng tiếng cho một chủng tộc mới và thú vị sẽ được thêm vào chơi mạng trong những tháng tới .

## Nội dung

### Bối cảnh
Loạt trò chơi điện tử Mass Effect  kể về cuộc phiêu lưu của Tư lệnh Shepard thuộc Systems Alliance khi anh/cô cố gắng để đánh bại một chủng tộc người máy được gọi là Reaper. Reapers là vô cùng mạnh mẽ và tiêu diệt hầu hết các dạng sống của thiên hà trong một chu kỳ 50.000 năm. Trong DLC Arrival của Mass Effect 2, Shepard được liên lạc bởi Đô đốc Steven Hackett, người yêu cầu Shepard tiến vào không gian của batarian để giải cứu một đặc vụ tên là Tiến sĩ Amanda Kenson. Sau khi giải cứu Kenson, Shepard biết rằng Reapers đang trở lại và quyết định trì hoãn chúng bằng cách phá hủy một mass relay, giết chết hơn 300.000 người dân thuộc địa của batarian. Hậu quả là Shepard được lệnh quay về Trái Đất để ra tòa về quyết định của mình.

### Thiết lập
Địa điểm trong Mass Effect 3 bao gồm quê nhà của salarian ở Sur'Kesh, quê nhà của asari ở Thessia, quê nhà của turian ở Palaven, quê nhà của quarian ở Rannoch, cơ sở khai thác mỏ của con người trong một miệng núi lửa của Sao Hỏa và một thành phố khổng lồ trên Trái Đất đại diện cho sự kết hợp của Vancouver và Seattle . Người chơi cũng sẽ quay lại Tuchanka — quê nhà của krogan — và Citadel .

### Cốt truyện
Mass Effect 3 bắt đầu trên Trái Đất, với Tư lệnh Shepard bị giam giữ ngay sau sự kiện trong bản DLC Arrival  của Mass Efect 2. Đúng lúc đó, Reapers bất thần tấn công và hành tinh bị choáng ngợp. Đô đốc Anderson lệnh cho Shepard đến Citadel cầu cứu Council viện trợ quân dội cho Trái Đất. Shepard thoát khỏi Vancouver trên tàu SSV Normandy với sự giúp đỡ của Đô đốc Anderson và dời đi để lôi kéo sự giúp đỡ từ các chủng tộc khác trong khi Anderson ở lại chỉ huy các lực lượng kháng chiến của con người trên Trái Đất. Trước khi dời khỏi Hệ mặt trời, Shepard được lệnh đến Sao Hỏa bởi Đô đốc Hackett, người nói rằng các nhà nghiên cứu ở đó đã phát hiện ra một điều gì đó có thể cung cấp cho nhân loại một cơ hội để chống lại Reaper. Ở đó, Shepard giao tranh với lực lượng Cerberus và gặp lại thành viên cũ trong nhóm là Tiến sĩ Liara T'Soni, người phát hiện một bản thiết kế về một siêu vũ khí của người Prothean có đủ sức mạnh để tiêu diệt Reapers. Trước khi rời khỏi cơ sở, Shepard đụng độ Illusive Man, người tuyên bố rằng ông muốn sử dụng vũ khí Prothean để kiểm soát Reapers.
Tiếp đó Shepard đến Citadel và cố gắng thuyết phục sự giúp đỡ từ Council nhưng họ gần như không muốn cung cấp viện trợ cho Trái Đất khi mà Reapers cũng bắt đầu tấn công hệ ngân hà của họ. Shepard nhận ra rằng cách duy nhất để đạt được sự hỗ trợ của các loài khác sẽ là giúp các vấn đề của họ và thu hút sự ủng hộ, trong khi cùng lúc thu thập nguồn lực chiến tranh để chống lại Reapers. Cùng lúc thì Hackett bắt đầu việc xây dựng vũ khí Prothean và đặt tên cho dự án là "The Crucible".
Mục tiêu đầu tiên của Shepard là giải quyết cuộc xung đột krogan-salarian-turian xung quanh genophage để lôi kéo đồng minh. Shepard có thể chọn chữa hoàn toàn genophage cho krogan hoặc đánh lừa họ theo đề nghị của phía salarian để có được sự hỗ trợ từ phía họ. Sau đó Shepard giải cứu Citadel khỏi sự đe dọa của Cerberus. Nếu người chơi nhập dữ liệu từ Mass Effect 2 thì có cơ hội cứu được salarian councilor khỏi bị ám sát bởi Kai Leng, sát thủ Cerberus, qua đó lôi kéo thêm được đồng minh từ salarian. Cũng trong màn chơi này, danh tiếng và cách chọn của người chơi sẽ quyết định đến sự sống chết của Kaidan/Ashley. Tiếp đến Shepard can thiệp vào chiến tranh geth-quarian. Anh/cô có thể chọn bên geth hoặc quarian làm đồng minh, bất kể chọn bên nào cũng dẫn đến sự hủy diệt bên kia. Tuy nhiên nếu Shepard hoàn thành một số nhiệm vụ cần thiết trước đó và danh tiếng của anh/cô đủ lớn cũng như dựa vào một phần cốt truyện từ Mass Effect 2, Shepard có thể hòa giải được hai bên. Cuối cùng, họ cố gắng bảo vệ hành tinh Thessia của người asari từ tay Reapers trong khi đồng thời thu thập thông tin về "The Catalyst", thành phần còn thiếu của Crucible. Tại một ngôi đền của Thessian, Shepard gặp VI Vendetta. Trước khi Vendetta tiết lộ thông tin về Catalyst, Kai Leng can thiệp và đánh cắp VI. Shepard sau đó tấn công trụ sở của Ceberus, giết chết phó chỉ huy Kai Leng nhưng không bắt giữ được Illusive Man. Sau khi giành lại kiểm soát Vendetta, Shepard biết được rằng Citadel chính là Catalyst.
Dưới sự chỉ huy của Đô đốc Hackett, lực lượng của thiên hà mở một cuộc tấn công vào Reapers nhằm chiếm lại Citadel và sử dụng nó như là Catalyst cho Crucible. Shepard hỗ trợ cho cuộc tấn công vào London, được xác định như điểm kết nối từ Trái Đất đến Citadel. Đoàn tụ với Anderson, Shepard cuối cùng bắt đầu tiến đến Citadel nhưng bị tấn công bởi Harbinger. Trong khi cố gắng tiến đến luồn sáng gửi con người đến Citadel, nhóm của Shepard bị thương và buộc phải sơ tán. Shepard tiếp tục dẫn cuộc tấn công nhưng bị thương. Anh tuy nhiên vẫn đến được Citadel và gặp gỡ với Anderson và cùng nhau họ gặp phải một Illusive Man bị "indoctrinated". Cả hai ngăn chặn được ông ta, nhưng không phải trước khi Anderson bị trọng thương. Shepard sau đó được đưa đến đến điểm cao nhất của Citadel, nơi một VI (trí thông ảo) trông giống với đứa trẻ xuất hiện đầu game vẫn thường ám ảnh Shepard trong những cơn ác mộng. AI tuyên bố rằng mình là Catalyst và là người tạo ra Reapers. Nó cho thấy rằng chu kỳ của Reapers là một nỗ lực để ngăn chặn dạng sống hữu cơ từ việc tiêu diệt chính mình bằng cách tạo ra dạng sống tổng hợp; người sáng tạo, theo Catalyst lập luận, luôn luôn phải chịu số phận bị tiêu diệt bởi thứ được họ tạo ra. Catalyst gọi quá trình thu hoạch là sự thăng hoa, trong đó các chủng tộc hữu cơ tiên tiến được bảo quản trong hình dạng Reapers nhằm giúp các loài nguyên thủy hơn trỗi dậy, tiến hóa và phát triển.
Catalyst nói rằng mình mất niềm tin vào khả năng của chu kỳ Reaper để đạt được mục tiêu của và cho Shepard ba lựa chọn: kiểm soát Reapers, tiêu diệt Reapers và các dạng sống tổng hợp hoặc chuyển đổi tất cả dạng sống trong thiên hà vào một hình thức tổng hợp giữa sự sống hữu cơ và tổng hợp. Bất kể sự lựa chọn Shepard, cả ba kết thúc đều dường như dẫn đến cái chết của Shepard và sự hủy diệt của toàn bộ mạng lưới mass relay. London chịu các mức độ thiệt hại khác nhau và Normandy bị rơi xuống trên một hành tinh xa lạ. Nếu Effective Military Strength của người chơi đủ cao và kết thúc "tiêu diệt" được chọn, trò chơi kết thúc với Shepard được nhìn thấy là hít một hơi thật sâu trong đống đổ nát và có khả năng vẫn còn sống. Trong đoạn cắt cảnh sau credits, một ông già được gọi là "Stargazer" kể lại câu chuyện về Shepard cho một cậu bé, ngụ ý rằng huyền thoại của Shepard là còn sống mãi.

### Bản DLC "From Ashes"
Shepard nhận được lệnh từ Đô đốc Hackett điều tra bọn Ceberus đang có hành tung bí ẩn trên Eden Prime, một thuộc địa của loài người. Khi đặt chân lên Eden Prime thì Liara phát hiện ra rằng đang có một người Prothean vẫn còn sống và đang ở trong tình trạng đông lạnh và Cerberus cũng đang tìm người Prothean này. Cuối cùng nhóm của Shepard đẩy lùi được Cerberus và giải cứu được người Prothean cuối cùng. Tên anh ta là Javik và người chơi có thể chọn Javik để chiến đấu bên cạnh Shepard. Ngoài ra DLC này còn cung cấp thêm kỹ năng mới cho Javik và một loại vũ khí mới là Particle Rifle khá mạnh. Đây là vũ khí của người Prothean và có khả năng tụ năng lượng hạt vật chất, tụ càng lâu thì gây sát thương càng lớn.

### Bản DLC "Extended Cut"
DLC Extended Cut cho thấy các mass relays chỉ bị thiệt hại nặng nề bởi cách bắn của Crucible thay vì bị phá hủy theo kết thúc gốc, nhưng hầu hết các khía cạnh của cốt truyện vẫn như cũ. Những cảnh bổ sung và đối thoại đã được thêm vào để làm rõ các sự kiện và giải quyết các lỗ hổng trong cốt truyện.
Cả ba kết thúc gốc đã được sửa đổi để bao gồm các tường thuật khác nhau được cung cấp bởi Hackett (Destroy), Shepard (Control), hoặc EDI (Synthesis) cùng với các slide cho thấy các tác động do lựa chọn của người chơi trên thiên hà, cũng như số phận của các nhân vật sống sót. Nếu người chơi có số điểm EMS đủ cao, phi hành đoàn còn sống sót của các Normandy được cho thấy tổ chức một lễ tưởng niệm cho Shepard trước khi sửa chữa những thiệt hại từ vụ đâm và tiến vào không gian.
Extended Cut cũng cung cấp một kết thúc thứ tư, kích hoạt bằng cách từ chối sự lựa chọn của Catalyst, hoặc cố gắng để giết nó khi người chơi có lại quyền kiểm soát Shepard. Do đó, Crucible không bắn và cuộc chiến kết thúc với sự phá hủy có hệ thống của tất cả các nền văn minh và sự tiếp tục của chu kỳ Reaper. Đoạn cắt cảnh sau đó chuyển đến một thế giới trong tương lai với một trong những cảnh báo của Liara đã được phát hiện. Đối thoại trong cảnh sau credit cho thấy kiến thức thu được từ cảnh báo cuối cùng dẫn đến chiến thắng của chu kỳ tiếp với Reapers.

### Bản DLC "Leviathan"
Bản DLC này mở rộng thêm một số màn chơi nữa và giúp ta hiểu rõ thêm cốt truyện. Shepard nhận được tin báo từ Đô đốc Hackett đến gặp Tiến sĩ Bryson tại phòng thí nghiệm của ông ở Citadel. Tiến sĩ Bryson tiết lộ rằng ông đang nghiên cứu một loài sinh vật biển (Leviathan) rất mạnh đã từng tiêu diệt được Reaper cách đó vài năm. Tuy nhiên ông bị chính trợ tá của mình tại phòng thí nghiệm bắn chết khi đang nói chuyện với Shepard. Qua điều tra Shepard nhận thấy có vẻ như người trợ tá đó bị một sức mạnh nào đó điều khiển (một dạng giống như indoctrination của Reapers). Shepard quyết tâm tìm ra loài sinh vật mà Tiến sĩ Bryson đề cập tới và bí ẩn đằng sau đó. Sau nhiều nỗ lực cùng sự giúp đỡ của Ann Bryson (cô là con gái của Tiến sĩ Bryson cũng tham gia nghiên cứu về Leviathan), Shepard đã chạm mặt Leviathan dưới lòng biển sâu. Leviathan tiết lộ cho Shepard chúng chính là loài hữu cơ cổ xưa nhât trong vũ trụ. Leviathan đã tạo ra một VI để duy trì sự sống cân bằng giữa các loài hữu cơ và tổng hợp. Tuy nhiên VI này đã quay lại phản bội Leviathan và biến chúng thành dạng Reaper đầu tiên, đi "gặt" (harvest) hết những loài khác và chỉ để lại duy nhất 1 loài hữu cơ yếu nhất phát triển. Chu kỳ Reapers cứ tiếp diễn và chỉ dừng lại khi VI đạt được mục đích duy trì sự sống cân bằng. Do chưa bị hoàn toàn biến đổi nên vẫn có những Leviathan tồn tại đến ngày nay và chúng có khả năng indoctrinate các loài khác kể cả Reapers thông qua các quả cầu chúng để khắp nơi trong vũ trụ. Shepard cuối cùng cũng thuyết phục được Leviathan chống lại Reapers.
Nội dung của bản DLC này khớp với đoạn kết của game, VI mà Leviathan nhắc đến chính là Catalyst mà Shepard sẽ gặp vào cuối game. Trong đoạn kết thì Catalyst cũng đề cập đến chính nó đã biến chủ nhân của mình thành dạng Reapers đầu tiên. Trong bản DLC này người chơi có thêm hai loại sùng mới, một rifle và một shotgun. Ngoài ra có thêm một kỹ năng mới là Dominate, biến một kẻ thù thành quân ta trong khoảng thời gian ngắn.

## Phát triển